# Le Fuilet
Le Fuilet era una comuna francesa situada en el departamento de Maine y Loira, de la región de Países del Loira, que el 15 de diciembre de 2015 pasó a ser una comuna delegada de la comuna nueva de Montrevault-sur-Èvre al fusionarse con las comunas de Chaudron-en-Mauges, La Boissière-sur-Èvre, La Chaussaire, La Salle-et-Chapelle-Aubry, Le Fief-Sauvin, Le Puiset-Doré, Montrevault, Saint-Pierre-Montlimart, Saint-Quentin-en-Mauges y Saint-Rémy-en-Mauges.

## Demografía
| Gráfica de evolución demográfica de Le Fuilet entre 1800 y 2013 |
|                                                                 |

Los datos demográficos contemplados en este gráfico de la comuna de Le Fuilet se han cogido de 1800 a 1999 de la página francesa EHESS/Cassini, y los demás datos de la página del INSEE.